# Centreville (Maryland)
Centreville és una població dels Estats Units a l'estat de Maryland. Segons el cens del 2000 tenia 1.970 habitants.

## Demografia
Segons el cens del 2000, Centreville tenia 1.970 habitants, 807 habitatges, i 497 famílies. La densitat de població era de 362,2 habitants per km².
Dels 807 habitatges en un 27,5% hi vivien nens de menys de 18 anys, en un 42,4% hi vivien parelles casades, en un 16,1% dones solteres, i en un 38,4% no eren unitats familiars. En el 32,8% dels habitatges hi vivien persones soles el 15% de les quals corresponia a persones de 65 anys o més que vivien soles. El nombre mitjà de persones vivint en cada habitatge era de 2,25 i el nombre mitjà de persones que vivien en cada família era de 2,84.
Per edats la població es repartia de la següent manera: un 21,7% tenia menys de 18 anys, un 5,9% entre 18 i 24, un 28,6% entre 25 i 44, un 21,8% de 45 a 60 i un 22% 65 anys o més.
L'edat mediana era de 41 anys. Per cada 100 dones de 18 o més anys hi havia 79,7 homes.
La renda mediana per habitatge era de 41.100 $ i la renda mediana per família de 55.595 $. Els homes tenien una renda mediana de 37.011 $ mentre que les dones 25.625 $. La renda per capita de la població era de 20.630 $. Entorn del 8,1% de les famílies i el 15,4% de la població estaven per davall del llindar de pobresa.

## Poblacions més properes
El següent diagrama mostra les poblacions més properes.